# Hermann Gassner Jr.
Hermann Gassner Jr. (ur. 29 listopada 1988 w Bad Reichenhall) – niemiecki kierowca rajdowy. Od 2007 roku jeździ w mistrzostwach świata. W 2009 roku był rajdowym mistrzem Niemiec. Jego ojciec, Hermann Gassner, także jest kierowcą rajdowym.

## Życiorys
Karierę rajdową Gassner rozpoczął w 2006 roku w wieku 17 lat. W 2007 roku stał się członkiem zespołu swojego ojca i startował w niemieckich rajdach wraz z pilotką Kathi Wüstenhagen. W tamtym roku jadąc Suzuki Ignisem Sport wygrał niemiecki Puchar Suzuki (Suzuki Rallye Cup). W sierpniu zaliczył swój debiut w mistrzostwach świata. Nie ukończył jednak Rajdu Niemiec wycofując się z rywalizacji na 10. odcinku specjalnym.
W 2008 roku Gassner wystartował Mitsubishi Lancerem Evo IX w dwóch rajdach mistrzostw świata: Rajdzie Niemiec (27. miejsce) i w Rajdzie Wielkiej Brytanii. W 2009 roku wziął udział w pięciu rajdach mistrzostw świata, w tym dwóch w serii Production Cars WRC. Zdobył 1 punkt, za 8. miejsce w Rajdzie Wielkiej Brytanii. Natomiast w mistrzostwach Niemiec osiągnął sukces. Dzięki zwycięstwom w Rajdzie Bawarii, Rajdzie Hesji, Rajdzie Saary i Rajdzie Lausitz wywalczył tytuł mistrza Niemiec.
W sezonie 2011 Gassner zajął 5. miejsce w klasyfikacji SWRC. Startował samochodem Škoda Fabia S2000 w zespole Red Bull Škoda. Jeden raz stanął na podium w SWRC, w Rajdzie Jordanii, w którym był trzeci.

## Występy w rajdach WRC
| Sezon | Zespół                                | Samochód                 | 1        | 2        | 3          | 4         | 5             | 6         | 7        | 8         | 9         | 10        | 11            | 12        | 13              | 14      | 15       | 16              | Punkty | Miejsce |
| ----- | ------------------------------------- | ------------------------ | -------- | -------- | ---------- | --------- | ------------- | --------- | -------- | --------- | --------- | --------- | ------------- | --------- | --------------- | ------- | -------- | --------------- | ------ | ------- |
| 2007  | Kathrein Renn- und Rallye Team        | Suzuki Ignis Sport       | Monako   | Szwecja  | Norwegia   | Meksyk    | Portugalia    | Argentyna | Włochy   | Grecja    | Finlandia | NU        | Nowa Zelandia | Hiszpania | Francja         | Japonia | Irlandia | Wielka Brytania | 0      | -       |
| 2008  | Hermann Gassner Jr.                   | Mitsubishi Lancer Evo IX | Monako   | Szwecja  | Meksyk     | Argentyna | Jordania      | Włochy    | Grecja   | Turcja    | Finlandia | 27        | Nowa Zelandia | Hiszpania | Francja         | Japonia | 20       |                 | 0      | -       |
| 2009  | Hermann Gassner Jr. Team Sidvin India | Mitsubishi Lancer Evo IX | Irlandia | Norwegia | Cypr       | 12        | Argentyna     | NU        | Grecja   | NU        | Finlandia | Australia | 16            | 25        |                 |         |          |                 | 0      | -       |
| 2010  | Hermann Gassner Jr.                   | Mitsubishi Lancer Evo IX | 32       | Meksyk   | Jordania   | Turcja    | Nowa Zelandia | NU        | Bułgaria | Finlandia | 23        | Japonia   | 33            | 13        | 31              |         |          |                 | 0      | -       |
| 2011  | Red Bull Škoda                        | Škoda Fabia S2000        | Szwecja  | Meksyk   | Portugalia | 12        | 16            | Argentyna | 14       | 16        | 32        | Australia | NU            | 18        | Wielka Brytania |         |          |                 | 0      | -       |

## Występy w PWRC
| Sezon | Zespół              | Samochód                 | 1   | 2   | 3   | 4   | 5      | 6     | 7   | 8     | 9   | Punkty | Miejsce |
| ----- | ------------------- | ------------------------ | --- | --- | --- | --- | ------ | ----- | --- | ----- | --- | ------ | ------- |
| 2009  | Team Sidvin India   | Mitsubishi Lancer Evo XI | NOR | CYP | POR | ARG | ITA NU | GRE   | AUS | GBR 8 |     | 1      | 24.     |
| 2010  | Hermann Gassner Jr. | Mitsubishi Lancer Evo IX | SWE | MEX | JOR | NZL | FIN    | DEU 4 | JPN | FRA   | GBR | 12     | 20.     |

## Występy w SWRC
| Sezon | Zespół         | Samochód          | 1   | 2     | 3     | 4     | 5     | 6     | 7      | 8     | 9 | Punkty | Miejsce |    |
| ----- | -------------- | ----------------- | --- | ----- | ----- | ----- | ----- | ----- | ------ | ----- | - | ------ | ------- | -- |
| 2011  | Red Bull Škoda | Škoda Fabia S2000 | MEX | JOR 3 | ITA 5 | GRE 4 | FIN 4 | DEU 7 | FRA NU | ESP 5 |   |        | 65      | 5. |

## Występy w IRC
| Sezon | Zespół         | Samochód          | 1   | 2   | 3   | 4   | 5   | 6   | 7   | 8     | 9   | 10  | 11  | 12 | 13 | Punkty | Miejsce |
| ----- | -------------- | ----------------- | --- | --- | --- | --- | --- | --- | --- | ----- | --- | --- | --- | -- | -- | ------ | ------- |
| 2011  | Red Bull Škoda | Škoda Fabia S2000 | MON | KAN | KOR | JAŁ | YPR | AZO | BAR | MEC 5 | SAN | SZK | CYP |    |    | 10     | 19.     |